# Estrime
Estrime (en griego, Στρύμη, Stryme) fue una ciudad griega de la costa sur de Tracia. El territorio de Estrime lindaba con el de Mesembria, a unos 3 km al este. Entre ambas corre el río Liso, que fue desecado por los persas cuando todo el ejército lo utilizó. Fue una colonia de Tasos fundada en torno al año 650 a. C., pero su territorio fue disputado entre Tasos y la ciudad de Maronea en varios momentos históricos, uno de ellos en el 361 a. C.
Estaba emplazada al pie del monte Ismaro, una región famosa por sus vinos.
Se localiza en el cabo Molivoti, entre las actuales localidades de Porto Lagos y Maronea.